# Députation provinciale de Castellón
La députation provinciale de Castellón, dont le siège est situé à Castellón de la Plana, est l'organe institutionnel propre à la province espagnole de Castellón assurant les différentes fonctions administratives et exécutives de celle-ci.
Elle comprend l'ensemble des communes de la province pour lesquelles elle est chargée d'aider à coordonner l'action municipale et à participer au financement de la construction d'ouvrages publics.

## Histoire
La députation est créée lors de la division provinciale de 1833, réalisée par Javier de Burgos.

## Organisation

### Sièges par mandature
| Parti | Parti          | 1979 | 1983 | 1987 | 1991 | 1995 | 1999 | 2003 | 2007 | 2011 | 2015 | 2019 | 2023 |
| ----- | -------------- | ---- | ---- | ---- | ---- | ---- | ---- | ---- | ---- | ---- | ---- | ---- | ---- |
|       | PCE/IU         |      | 1    |      |      | 1    |      |      |      |      |      |      |      |
|       | PCE/IU         |      | 1    |      |      | 1    |      |      |      |      |      |      |      |
|       | Bloc/Compromís |      |      |      |      |      | 1    | 1    | 1    | 1    | 2    | 2    | 2    |
|       | Podemos        |      |      |      |      |      |      |      |      |      | 1    |      |      |
|       | PSOE           | 7    | 15   | 16   | 15   | 9    | 8    | 11   | 10   | 8    | 8    | 12   | 10   |
|       | UCD            | 17   |      |      |      |      |      |      |      |      |      |      |      |
|       | CDS            |      |      | 1    |      |      |      |      |      |      |      |      |      |
|       | Cs             |      |      |      |      |      |      |      |      |      | 2    | 2    | 0    |
|       | AP/PP          |      | 9    | 8    | 10   | 15   | 16   | 15   | 16   | 18   | 14   | 11   | 14   |
|       | AP/PP          |      | 9    | 8    | 10   | 15   | 16   | 15   | 16   | 18   | 14   | 11   | 14   |
|       | Vox            |      |      |      |      |      |      |      |      |      |      |      | 1    |
| Total | Total          | 24   | 25   | 25   | 25   | 25   | 25   | 27   | 27   | 27   | 27   | 27   | 27   |

### Liste des présidents
| Président | Président                    | Début          | Fin            | Mandat                                        | Parti |
| --------- | ---------------------------- | -------------- | -------------- | --------------------------------------------- | ----- |
|           | Joaquín Farnós (ca)          | 1979           | 1983           | Conseiller municipal de Castellón de la Plana | UCD   |
|           | Francisco Solsona            | 1983           | 1995           | Conseiller municipal de Castellón de la Plana | PSOE  |
|           | Carlos Fabra                 | 1995           | 2011           | Conseiller municipal de Castellón de la Plana | PP    |
|           | Javier Moliner Gargallo (es) | 23 juin 2011   | 28 juin 2019   | Conseiller municipal de Castellón de la Plana | PP    |
|           | Josep Marti                  | 28 juin 2019   | 5 juillet 2023 | Maire de Sueras                               | PSOE  |
|           | Marta Barrachina Mateu       | 5 juillet 2023 | en cours       | Maire de Vall d'Alba                          | PP    |